# Sołonka (Ukraina)
Sołonka – wieś na Ukrainie w rejonie lwowskim (do 2020 roku w rejonie pustomyckim) należącym do obwodu lwowskiego.
Dawniej dwie wsie Sołonka Mała i Sołonka Wielka.